# Tibet (quadrinista)
Gilbert Gascard, mais conhecido como Tibet (Marselha, 29 de outubro de 1931 – Roquebrune-sur-Argens, 3 de janeiro de 2010) foi um escritor e desenhista de quadrinhos francês no gênero de quadrinhos franco-belga. Desde sua estreia em 1947, Tibet é conhecido pelo seu trabalho produzido para a revista Le Journal de Tintin, mais notavelmente as séries Ric Hochet e Chick Bill.